# TheFork
The Fork (bis 2019 Bookatable) ist ein Online-Restaurant-Reservierungsservice von Tripadvisor. Es bietet einen Reservierungsdienst in 22 Ländern für 80.000 Restaurants.

## Dienstleistung
Restaurantgäste können die Reservierungs-Technologie von The Fork nutzen, um Tischreservierungen vorzunehmen.
Mit den Android- und iOS-Apps von The Fork können Gäste ihr Restaurantverzeichnis einsehen und Buchungen über die App vornehmen. The Fork bietet Restaurantbuchungen für Michelin, Tripadvisor, Relais & Châteaux und Eniro.

## Geschichte
2006 wurde Bookatable gegründet. Ab Mai 2012 hat Bookatable 62 Mio. US-$ von Investoren eingenommen, darunter Wellington Partners, Balderton Capital und Ekstranda. 2014 wurde der schwedische Reservierungsservice 2Book erworben.
Im Januar 2016 übernahm Michelin Bookatable, um seine Entwicklung auf dem Markt für Online-Restaurantreservierungen in Europa zu beschleunigen.
Im Dezember 2019 gab Michelin eine Partnerschaft mit Tripadvisor bekannt, zu der auch der Verkauf von Bookatable an die Tripadvisor-Tochter The Fork gehört. Ein Verkaufspreis wurde nicht genannt. Ende 2019 wurde Bookatable in The Fork umbenannt.